# Hylaeus cliffordiellus
Hylaeus cliffordiellus är en biart som beskrevs av Rayment 1953. Hylaeus cliffordiellus ingår i släktet citronbin, och familjen korttungebin. Inga underarter finns listade i Catalogue of Life.

## Bildgalleri

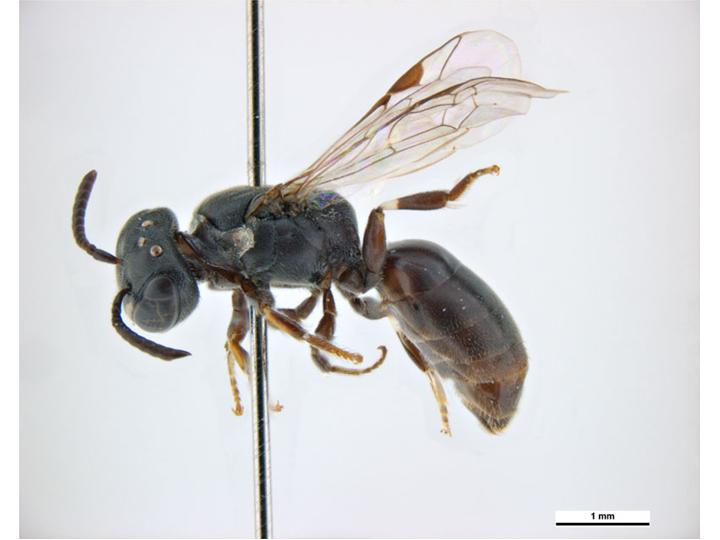